# Paul Lévy (matematiker)
Paul Pierre Lévy, född 15 september år 1886, avliden den 15 december år 1971, var fransk matematiker som främst sysslade med sannolikhetsteori.

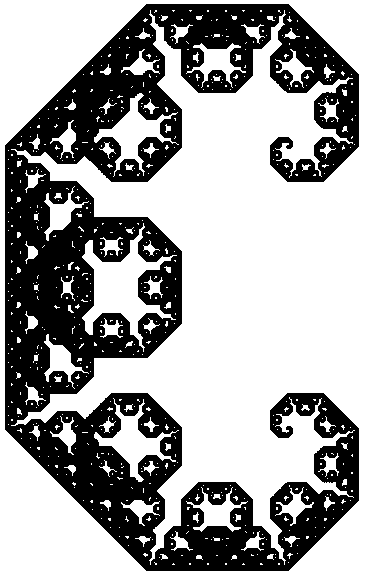
Lévys C-kurva

## Biografi
Lévy blev professor vid École des Mines i Paris 1913 och sedan professor analysis vid École Polytechnique i Paris 1920, där han blev kvar till sin pensionering 1959.

## Uppkallat efter honom
Följande företeelser har fått sina namn efter honom:
- Lévyvandring,
- Lévyprocesser(en), som är stokastiska processer där ökningen under en tidsperiod är oberoende av ökningen vid andra tidsperioder[22]
- Lévymått(en),
- fraktalen Lévys C-kurva, även kallad Lévys drakkurva

## Utmärkelser
- Hedersmedlem av London Mathematical Society 1963[21]
- Medlem av Académie des Sciences 1964[21]